# قسم دة عباس الريفي (مقاطعة اسلام شهر)
قسم دة عباس الريفي (بالفارسية: دهستان ده عباس) هي منطقة ريفية تقع في قسم في إيران. يقدر عدد سكانها بـ 22,826 نسمة .